# Firefly (Automarke)
Firefly (chinesisch 萤火虫 Yínghuǒchóng) ist eine chinesische Marke für kleine Elektroautos. Sie wurde 2024 mit Sitz in Shanghai gegründet und gehört zum chinesischen Konzern Nio Inc.

## Unternehmensgeschichte
Die Marke Firefly wurde erstmalig durch Qin Lihong, Mitbegründer und Präsident von Nio, im Januar 2023 bestätigt. Diese ziele auf den Klein- und Kleinstwagenmarkt ab und wird neben Nio und Onvo die dritte Konzernmarke.
Im Rahmen des Nio Days in Guangzhou wurde am 21. Dezember 2024 die Marke Firefly und das erste Modell, der Firefly (Auto) offiziell vorgestellt. Am 29. April 2025 begannen die ersten Auslieferungen des Wagens.
Der Name heißt übersetzt Glühwürmchen und verweist damit auf die Gattung der Leuchtkäfer. Auch das Markenlogo nimmt auf dieses Tier Bezug.

## Produkte

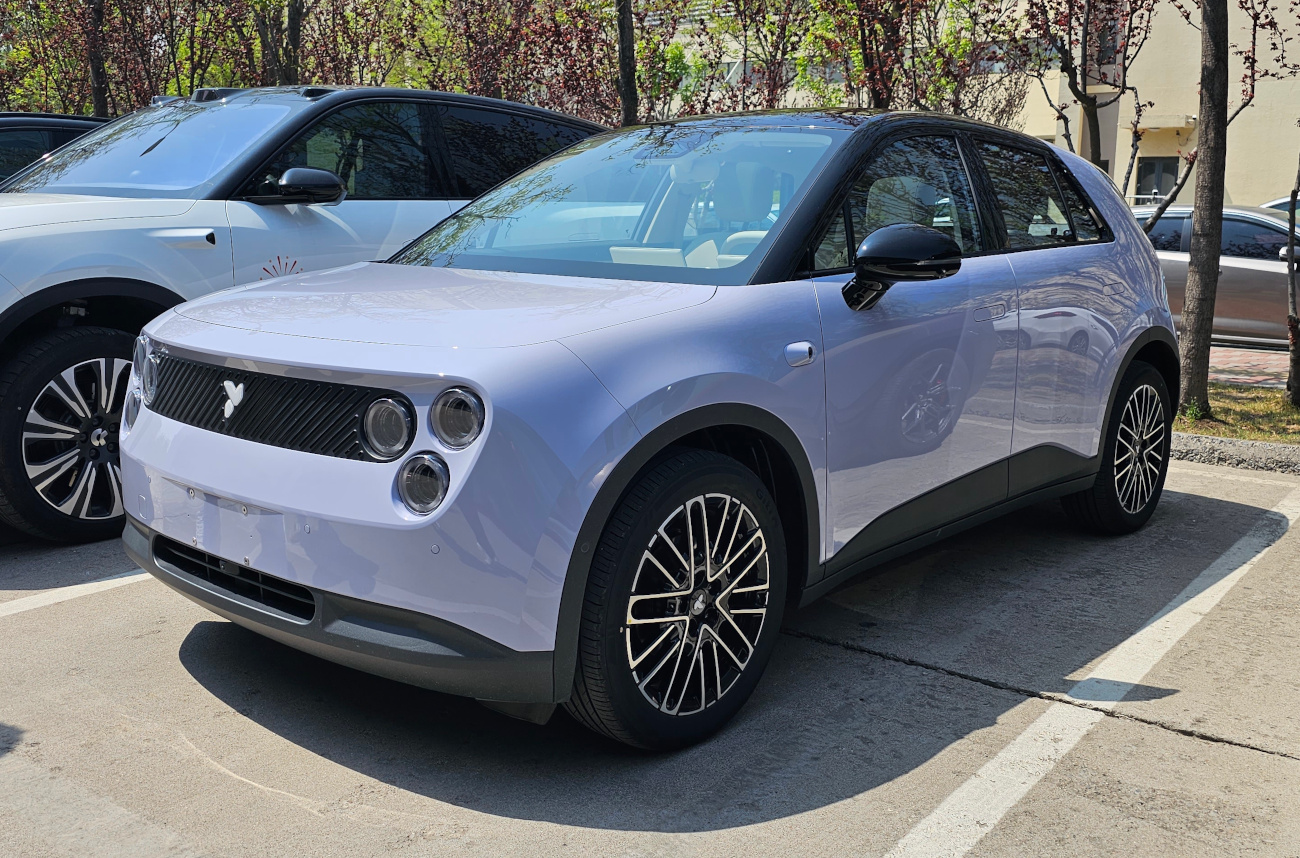
Firefly (Auto)

- Firefly (Auto) (seit 2025), Kleinwagen

## Markteinführung und Expansion
Die Markteinführung erfolgt schrittweise und begann in China. Im Sommer 2025 expandierte die Marke nach Europa, jedoch vorerst in Norwegen und den Niederlanden. Deutschland ist ab Herbst desselben Jahres denkbar, jedoch sind die Planungen aufgrund von Strafzöllen zurückgeworfen worden.

## Batteriewechsel
Firefly nutzt wie die anderen Konzernmarken Nio und Onvo ein Batteriewechselsystem, das aber nicht mit dem jener Marken kompatibel ist, jedoch plant Nio eine langfristige Integration von Firefly für die 5. Generation der Batteriewechselstationen.